# Доан Вьет Хоат
Доан Вьет Хоат (вьет. Đoàn Viết Hoạt; 24 декабря 1942 — 14 мая 2025, Фаунтин-Валли, Калифорния) — вьетнамский журналист, педагог и политический активист, который неоднократно сидел в тюрьме за критику коммунистического руководства Вьетнама. Он получил многочисленные международные награды в знак признания его деятельности, в том числе премию Роберта Кеннеди в области прав человека. Часто его называют «вьетнамским Сахаровым».
В последние годы он преподавал в Католическом университете Америки в Вашингтоне, округ Колумбия, а также продолжал говорить и писать в пользу демократических реформ во Вьетнаме.
Умер 14 мая 2025 года в больнице UCI Health – Fountain Valley в возрасте 82 лет.